# Bilkei Pap István
Bilkei Pap István (Bonyhád, 1865. szeptember 18. – Dunaszentgyörgy, 1943. július 13.) református lelkész, teológus, a Budapesti Református Teológiai Akadémia tanára 30 éven át.

## Élete
Budapesten tanult teológiát. Külföldi (skóciai) tanulmányút után egy ideig segédlelkész, majd lelkész volt, 1905-tól pedig a Budapesti Teológiai Akadémián tanított. 1935-ben vonult nyugalomba, és 1943-ban hunyt el Dunaszentgyörgyön. Tagja volt a Magyar Prot. Irodalmi Társaságnak, illetve tanácsbírója a Dunamelléki református egyházkerületnek.

## Művei

### Folyóiratcikkek, könyvfejezetek
Szerkesztette a Protestáns Egyházi és Iskolai Lapot, illetve több tanulmányt írt a Protestáns Szemlébe is (Wichern és a belmisszió, 1908; Emlékezés Miltonról, 1909.; A vasárnapi iskola, 1911; A német protestáns keresztyénség életéből. 1912.). Kálvin mint lelkész címmel nagyobb tanulmányt írt az „Emlékezés Kálvinról” című könyvben (Budapest, 1909.), illetve szerkesztette  a „Kálvin-jubileumi emlékkönyv”et (1910.).

### Önállóan megjelent művek
- A rendi és áldozó papság fejlődése a három első században. (Budapest, 1904.)
- A belmisszió hősei. (Budapest, 1912., A Protestáns Irodalmi Társaság Házi Kincstára)
- Baksay Sándor. (Budapest 1917.)